# Осада Стародуба (1633)
Осада Стародуба — осада и взятие Стародуба в январе 1633 года в ходе Северского похода русского войска во время Смоленской войны.

## Предыстория и взятие Почепа
Русское войско на северском театре военных действий было разделено на несколько частей. Одной из них был отряд под началом брянского воеводы Никиты Аладьина. Выступив из Брянска и насчитывая 535 человек (дворян окрестных городов, детей боярских и стрельцов), отряд Аладьина двинулся в сторону Почепа, который был взят после победы в полевом сражении. Затем было отражено нападение отряда из 300 польских и литовских людей, которые укрепились в посаде возле крепости, но были в нём окружены и сожжены. После боёв за Почеп в распоряжени Аладьина оставалось 447 человек. Укрепляя Почеп, Аладьин посылал первые летучие отряды в стародубский уезд.

## Выступление под Стародуб и осада
В поход на Стародуб Аладьин с воинами выступили 28 декабря. По первоначальному плану, в деревне Пантусово отряд Аладьина должен был соединиться с отрядами Богдана Нагого из Рославля и Ивана Еропкина и Баима Болтина из Новгорода-Северского. Во время ожидания в Пантусово на русский лагерь нападали литовские пешие и конные ратники, однако были отбиты. Поскольку другие отряды не являлись, Аладьин решил действовать в одиночку. 3 января он осадил Стародуб. Защитниками Стародуба было предпринято несколько вылазок, но все они были отбиты. 7 января к Аладьину подошло подкрепление из 400 дворян и новокрещен Богдана Нагого, а из Рыльска от воеводы Василия Ромодановского отряд неназванной численности. На следующий день под Стародуб пришёл Иван Еропкин с 1100 людьми и четырьмя пушками. Под стенами Стародубской крепости были выкопаны шанцы, возведены тарасы и был поставлен артиллерийский наряд.
После прихода подкреплений оборонявшие город польско-литовские солдаты перестали совершать вылазки, разрушив мост. 20 января к уряднику Станиславу Колнацкому были посланы парламентёры с предложением о сдаче города. Найдя своё положение безнадёжным, Колнацкий согласился на сдачу крепости. Аладьин, Еропкин и их ратные люди въехали в Стародуб. Как обычно, некоторые литовские ратные люди пожелали уйти к своим, другие присягнули на верность русскому царю. Кроме того, в руки русских воевод попало немало пушек и пищалей.
Примечательно, что в тот же день под Стародуб пришёл отряд балашовцев, заявивший, что действует по поручению Богдана Нагого. Они начали грабить город и убивать пленных «литовских людей». Из-за этого у них возник конфликт с людьми Аладьина и Еропкина, вылившийся в открытый бой. Балашовцы были изгнаны из города. В дальнейшем, они напали на Гомель и Чечерск.
Взятие Стародуба завершило зимнюю кампанию на Северщине. Планируемая осада Чернигова требовала более крупного сосредоточения войск и была отложена на несколько месяцев. В марте 1633 года двухтысячный отряд литовского полковника Волка напал на Стародуб, но не смог овладеть им и отступил.